# Aneilema dregeanum
Aneilema dregeanum là một loài thực vật có hoa trong họ Commelinaceae. Loài này được Kunth mô tả khoa học đầu tiên năm 1843. sinh trưởng ở khu vực Bắc Mĩ và Vương Quốc Anh